# Титаническое простое число
Титаническое простое число — простое число, содержащее не менее 1000 десятичных цифр.
Первые 30 титанических простых чисел имеют вид:
{\displaystyle p=10^{999}+n,}
где {\displaystyle n} — одно из 7, 663, 2121, 2593, 3561, 4717, 5863, 9459, 11239, 14397, 17289, 18919, 19411, 21667, 25561, 26739, 27759, 28047, 28437, 28989, 35031, 41037, 41409, 41451, 43047, 43269, 43383, 50407, 51043, 52507.
Количество простых чисел в этом диапазоне соответствует теореме о распределении простых чисел.
Первыми обнаруженными титаническими простыми числами стали простые числа Мерсенна 2 4253 − 1 (1281 цифр) и 2 4423 − 1 (1332 цифр). Оба числа нашел 3 ноября 1961 года Александр Гурвиц. Какое из двух было первым найденным является вопросом определения: простота 2 4253 − 1 была вычислена первой, но Гурвиц сначала увидел, как компьютер выдал 2 4423 − 1.
Сэмюэль Йейтс в 1980-х годы называл «титанами» тех, кто доказал простоту числа-кандидата в простые числа с тысячью знаков, и ввёл термин «титаническое простое число». На то время было известно всего несколько таких чисел, но уже к 2000-м годам их отыскание стало тривиальной задачей для современных компьютеров, в связи с чем появились такие понятия, как гигантское простое число — не менее 10 тыс. цифр, и мегапростое число — не менее миллиона цифр.